# Front
Front là một đô thị ở tỉnh Torino trong vùng Piedmont, có vị trí cách khoảng 25 km về phía bắc của Torino, nước Ý. Tại thời điểm ngày 31 tháng 12 năm 2004, đô thị này có dân số 1.661 người và diện tích là 10,6 km².
Đô thị Front có các frazioni (các đơn vị trực thuộc, chủ yếu là các làng) Grange di Front.
Front giáp các đô thị: Busano, Favria, Vauda Canavese, Oglianico, San Carlo Canavese, Rivarossa, và San Francesco al Campo.